# پرداخت برای بازی
پرداخت برای بازی (انگلیسی: Pay-to-play) که گاهی به اختصار P2P نیز نامیده می‌شود، عبارتی است که برای موقعیت‌های مختلفی استفاده می‌شود که در آن برای دریافت خدمات یا کسب امتیاز شرکت در فعالیت‌هایی خاص پول پرداخت می‌شود. وجه مشترک همهٔ اشکال پرداخت برای بازی این است که شخص باید برای «وارد شدن به بازی» پول پرداخت کند، که اغلب با فعالیت‌های مشابه در زمینه‌های ورزشی مقایسه می‌شود.